# Messier 75
Messier 75 (M75 ili NGC 6864) je kuglasti skup u zviježđu Strijelcu. Otkrio ga je Pierre Méchain 27. kolovoza 1780. godine. Charles Messier ga je promatrao u listopadu 1780. i uvrstio ga u svoj katalog nakon što je odredio njegov položaj. William Herschel je prvi koji je skup razlučio u zvijezde 1784. i opisao ga je kao minijaturni M3.

## Svojstva
Udaljen 67.000 svj. g., M75 je jedan od najudaljenijih kuglastih skupova iz Messierova kataloga. Nalazi se daleko iza središta galaksije. Kutni promjer skupa od 6,6' odgovara pravocrtnom promjeru od 130 svj. godina.
M75 je jedan od kompaktnijih skupova, klasificiran kao skup vrste I.

## Amaterska promatranja
M75 se može uočiti u većem dalekozoru za tamnih noćiju. Kroz teleskop izgleda kao mutna mrlja i teško ga je razlučiti na zvijezde. U 200 mm-skom teleskopu izgleda kao okrugla mrlja sa sjajnijom jezgrom.

## Vanjske poveznice
- (engl.) SEDS: NGC 6864
- (engl.) Hartmut Frommert: Revidirani Novi opći katalog
- (engl.) Izvangalaktička baza podataka NASA-e i IPAC-a
- (engl.) Astronomska baza podataka SIMBAD
- (engl.) VizieR
- (engl.) Auke Slotegraaf: NGC 6864 Deep Sky Observer's Companion
- (engl.) Courtney Seligman: Objekti Novog općeg kataloga: NGC 6850 - 6899